# Bombendrohung

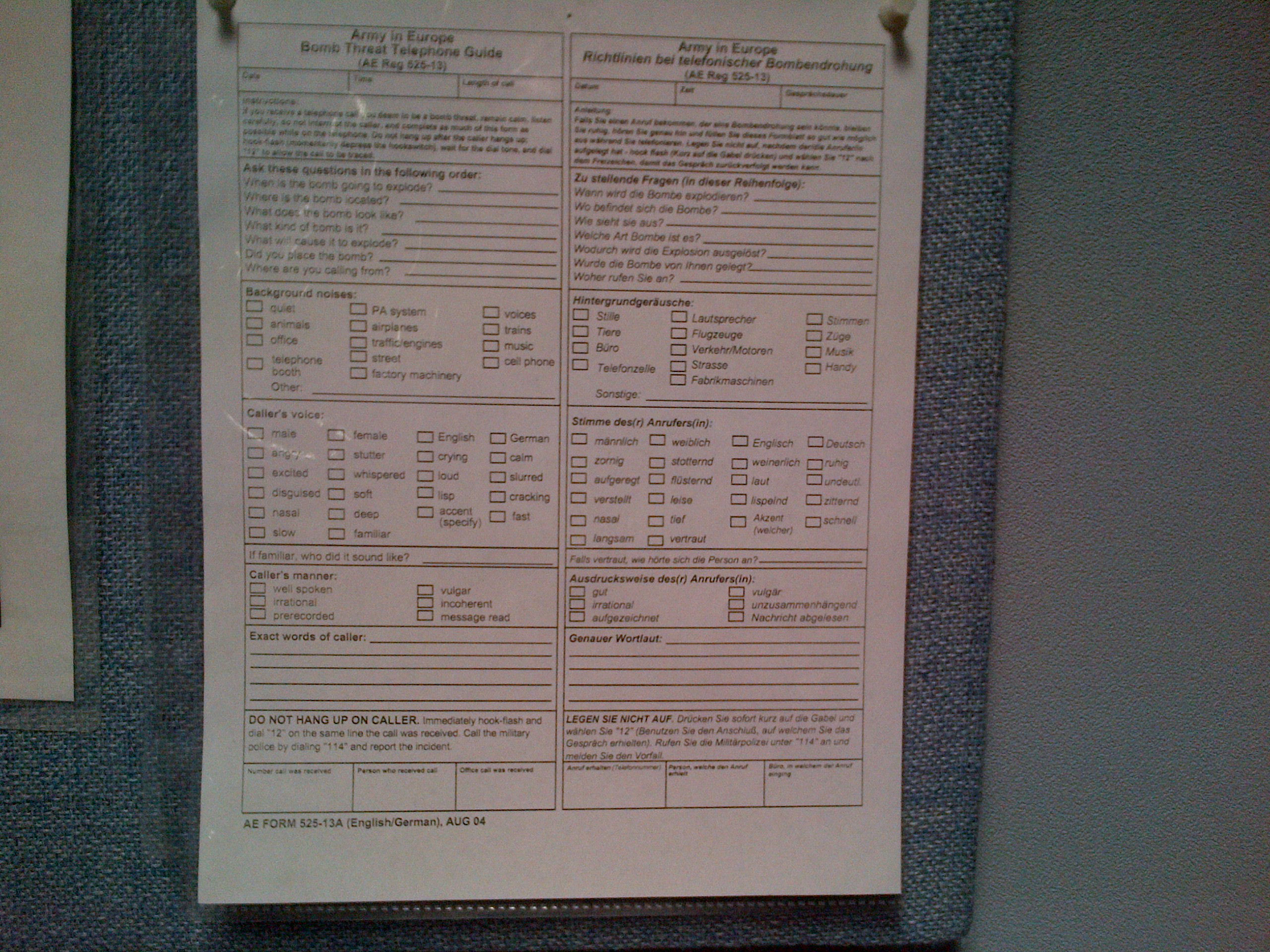
Richtlinien bei Eingang einer telefonischer Bombendrohung (US Army in Europa, 2015)

Die Bombendrohung ist das beabsichtigte Bedrohen eines (meist öffentlichen) Gebäudes oder Platzes mittels einer tatsächlich oder angeblich platzierten Bombe.

## Folgen und Ziele
Mögliche Ziele, warum der Täter ein Gebäude mit einer Explosion einer Bombe bedroht, können sein, dass
- der Täter ein politisches Ziel verfolgt. Er könnte die Tat im Auftrag einer terroristischen Vereinigung begehen oder mit der Tat die Freilassung eines inhaftierten Mittäters erzwingen wollen.
- der Täter schwere Verluste (sowohl familiär, als auch beruflich) hinnehmen musste. Er dreht durch und sieht keinen anderen Ausweg mehr, seine Wut und Angst loszuwerden, als sie gegen Dritte zu richten.
- In den weitaus meisten Fällen stellte sich heraus, dass es sich bei der Bombendrohung um einen Falschalarm handelte, da kein Sprengsatz abgelegt wurde. Trotzdem entsteht bei Bombendrohungen Angst und teilweise sogar Panik in der Bevölkerung. Nach Bombendrohungen entflammen häufig politische Grundsatzdiskussionen über die Sicherheitslage.

## Bedeutende Bombendrohungen und deren Folgen
Immer wieder werden öffentliche Gebäude wie Flughäfen, Bahnhöfe oder Schulen von Bombendrohungen in Angst und Schrecken versetzt.
- Fallbeispiel 1 – Flughafen Düsseldorf

Am 14. September 2003 drohte ein Unbekannter damit, dass er im Flughafengebäude eine Bombe platziert habe. Insgesamt lagen sieben Bombendrohungen vor. Die Folgen waren dramatisch:
Der gesamte Flughafen wurde evakuiert und abgesperrt. Flüge wurden annulliert und es kam zu erheblichen Verspätungen im Flugverkehr. Die Zubringerautobahn zum Flughafen wurde abgesperrt. Daher brach kurze Zeit später der Verkehrsfluss zusammen.
Tausende Reisende konnten ihren Flug nicht antreten und Gepäck wurde vorsorglich nicht ausgegeben. Passagiere durften die Flugzeuge nicht verlassen.
Insgesamt waren 180 Beamte von Bundesgrenzschutz und Polizei im Einsatz und suchten über sieben Stunden nach der Bombe – jedoch vergeblich. Es wurde keine Bombe gefunden.
- Fallbeispiel 2 – Hauptbahnhof Hamburg

Am 20. August 2006 drohte ein Unbekannter damit, dass er im Hamburger Hauptbahnhof eine Bombe platziert habe. Auch hier waren die Folgen drastisch:
Tausende Bahnreisende mussten den Bahnhof verlassen und hunderte Polizeibeamte durchsuchten den gesamten Gebäudekomplex. Doch auch hier wurde keine Bombe gefunden.

## Serie von bundesweiten Bombendrohungen in Deutschland (Oktober 2023 – November 2023)
Im Oktober 2023 gab es zahlreiche Bombendrohungen in Deutschland. Die Verfasser gaben sich als pro-israelische Terroristen oder als Mitglieder der Terrororganisation Hamas aus. Per E-Mail wurden Bombendrohungen unter anderem an öffentliche Einrichtungen und Schulen versendet. Journalisten von Kontraste und Spiegel erklärten, dass die Täter „wohl keine politischen Ziele“ verfolgt hätten, mit den Drohungen hätten die Täter vielmehr „Angst verbreiten und Aufmerksamkeit erzeugen“ wollen. Medienberichte zufolge wurden drei Personen verhaftet, von denen zwei 19 und 30 Jahre alt sein sollten. Der dritte Verhaftete wurde als „Anfang 20“ beschrieben und soll Medienberichten zufolge unter dem Pseudonym „Daniel Funke“ als Teil der NWO agiert haben.
Am 31. Juli 2025 erging das Urteil: „Daniel Funke“ hatte während des Verfahrens gestanden, 50 Drohmails verfasst zu haben. Das Gericht sah darüber hinaus hinreichende Beweisanzeichen, um anzunehmen, dass Daniel Funke im Juli 2023 einen Totschlag in Auftrag gegeben hatte und verurteilte ihn nach Jugendstrafrecht zu einer dreijährigen Gesamtfreiheitsstrafe. Ein Mittäter, der lediglich an den Bombendrohungen beteiligt gewesen war, wurde nach Jugendstrafrecht zu einer einjährigen Freiheitsstrafe auf Bewährung verurteilt.

## Bombendrohungen als Massenphänomen
Im September 2024 verbreitete sich das Gerücht vom Verzehr von Haustieren durch haitianische Migranten in Springfield (Ohio). Zuerst wurde dies unter anderem von Elon Musk, Ted Cruz und JD Vance im Internet behauptet. Der Präsidentschaftskandidat der Republikanischen Partei Donald Trump behauptete im Rahmen der Präsidentschaftswahl in den Vereinigten Staaten 2024 in der Debatte mit Kamala Harris auf ABC fälschlicherweise, dass in Springfield (Ohio) Migranten aus Haiti (Haitianische Diaspora) die Haustiere der dortigen Einwohner essen würden. In der Folge kam es zu mindestens 33 Bombendrohungen bei Institutionen in dem Ort ein, wie der Gouverneur von Ohio, Mike DeWine berichtete. Nach den Angaben der lokalen Station des Senders ABC gab es eine weitere Bombendrohung gegen das Statehouse in Ohios Hauptstadt Columbus, dem Sitz von Repräsentantenhaus und Senat des Bundesstaates. Die öffentlichen Schulen in Springfield wurden wegen dieser Vorgänge unter Polizeibewachung gestellt.

## Serie von Bombendrohungen in Österreich (September/Oktober 2024)
Bis 14. Oktober 2024 wurde ein 20-jähriger Schweizer als dringend tatverdächtiger Urheber von etwa 27 Bombendrohungen ab 30. September 2024 gegen Bahnhöfe und auch Schulen und Einkaufszentren in Österreich ausgeforscht. Diese Drohungen gingen durchwegs per Mail ein, ein E-Mail betreffend den Bahnhof Innsbruck wurde übersehen, also länger als bis zum Bedrohungstermin nicht gelesen. Die Bedrohungen betrafen Einrichtungen in allen Bundesländern. Zahlreiche Bahnhöfe wurden geräumt und durchsucht, der Bahnverkehr in Summe mehr als 8 Stunden angehalten, tausende Passagiere waren betroffen.

## Strafrechtliche Konsequenzen

### Rechtslage in Deutschland
In Deutschland steht die Bombendrohung als Störung des öffentlichen Friedens durch Androhung von Straftaten nach § 126 Abs. 2 des Strafgesetzbuches unter Strafe.
„Ebenso wird bestraft, wer in einer Weise, die geeignet ist, den öffentlichen Frieden zu stören, wider besseres Wissen vortäuscht, die Verwirklichung einer der in Absatz 1 genannten rechtswidrigen Taten stehe bevor.“
Unter den genannten Absatz 1 (gemeint ist § 126 Abs. 1 Nr. 6 StGB) fällt u. a. die Androhung des Herbeiführens einer Sprengstoffexplosion gemäß § 308 Abs. 1 StGB.
„Wer anders als durch Freisetzen von Kernenergie, namentlich durch Sprengstoff, eine Explosion herbeiführt und dadurch Leib oder Leben eines anderen Menschen oder fremde Sachen von bedeutendem Wert gefährdet, wird mit Freiheitsstrafe nicht unter einem Jahr bestraft.“
Absatz 5 besagt des Weiteren:
„Wer in den Fällen des Absatzes 1 die Gefahr fahrlässig verursacht, wird mit Freiheitsstrafe bis zu fünf Jahren oder mit Geldstrafe bestraft.“
Und zu guter Letzt, Absatz 6:
„Wer in den Fällen des Absatzes 1 fahrlässig handelt und die Gefahr fahrlässig verursacht, wird mit Freiheitsstrafe bis zu drei Jahren oder mit Geldstrafe bestraft.“
Die Absätze 2, 3 und 4 können ebenso Anwendung finden, werden hier jedoch nicht näher erläutert, da diese nur in erweiterten Fällen zutreffen. Bei Interesse siehe hierzu § 308 Absatz 2, 3 und 4 StGB.

### Rechtslage in Österreich
Auch die bloße Drohung mit der Gefahr einer Bombe steht in Österreich unter Strafe.

### Rechtslage in der Schweiz
Auch die bloße Drohung mit der Gefahr einer Bombe steht in der Schweiz unter Strafe.